# Cimetière de guerre de Gaza
Le cimetière de guerre du Commonwealth à Gaza, également appelé cimetière de guerre britannique, est un cimetière militaire administré par la Commonwealth War Graves Commission. Il est situé à proximité de la route Salah ad-Din dans le quartier de Tuffah à Gaza.
Un autre cimetière du Commonwealth à Gaza se trouve à Deir el-Balah.

## Livres
Matt Rees, A Grave in Gaza, roman publié par Soho Press Inc, New York. Traduction française de Guillaume Marlière, Une tombe à Gaza, une enquête d'Omar Youssef,  Albin Michel, le livre de poche policier, 2008. Un cimetière militaire britannique de la bande de Gaza occupe une place dans ce roman.